# Факультет електроенерготехніки та автоматики НТУУ «КПІ»
Факультет електроенерготехніки і автоматики — науково-навчальний комплекс Міністерства освіти і науки України, який діє в структурі Національного технічного університету України «Київський політехнічний інститут» і має IV рівень акредитації.
Факультет здійснює підготовку фахівців для сучасної технологічно розвиненої галузі електроенергетики та електротехніки, які здатні розробляти, проектувати та експлуатувати сучасні електроенергетичні та електромеханічні системи, здійснювати управління технологічними процесами електроенергетичних підприємств та їх автоматизацію на основі широкого застосування інформаційних та комп'ютерних систем.

## Склад факультету

### Профілюючі кафедри

#### Електричних станцій (зав. кафедрою к.т.н. доц. Бардик Є. І.)
- Напрям підготовки забезпечує кафедра «ЕЛЕКТРИЧНИХ СТАНЦІЙ», що заснована в 1922 році і є однією з авторитетніших у НТУУ «КПІ». За час існування на кафедрі підготовлено більш ніж 2500 спеціалістів, з них майже 160 — для 32 країн світу. Серед випускників кафедри є міністри, академіки, директори енергокомпаній, провідні фахівці з різних напрямків електроенергетичної галузі..

#### Електричних мереж та систем (в. о. завідувача кафедри канд. техн. наук, доцент Кацадзе Т. Л.)
- Належить до числа найстаріших спеціальностей на факультеті. Перший випуск спеціальності в кількості трьох випускників відбувся на кафедрі «Електричних мереж і систем» у 1924 році. Фундаторами спеціальності були проф. Г. М. Городецький і проф. Г. Л. Эпштейн, які почали свою викладацьку діяльність на факультеті після революції, із початку 20-х років, і заклали організаційну базу кафедри електричних мереж і систем у 1921 році.

#### Техніки та електрофізики високих напруг (зав. кафедрою д.т.н. проф. Бржезицький В. О.)
- Спеціальність, що ґрунтується на синтезі найсучасніших методів фундаментальних і прикладних досліджень електрофізичних процесів при виробленні, передаванні, споживанні електроенергії. Комп'ютерні технології неперервного діагностування стану діючого електрообладнання в експлуатації поглиблен в новій спеціалізації "Комп'ютерна діагностика ізоляційних систем електроустаткування…

#### Електромеханіки (зав. кафедрою д.т.н. проф. Шинкаренко В. Ф.)
- Одна з базових і найпрестижніших спеціальностей, з якою безпосередньо пов'язано виникнення факультету. Визначальною особливістю освіти за цією спеціальністю та її новою спеціалізацією «Ресурсозбереження і діагностика електричних машин та апаратів» є визнаний рівень якості навчання, фундаментальність і широкопрофільність підготовки фахівців

#### Автоматизації електромеханічних систем та електроприводу (зав. кафедрою д.т.н. доц. Ковбаса С. М.)
- Одна з найконкурентноспроможніших спеціальностей технічних вузів України, яка на основі комп'ютерних технологій забезпечує підготовку спеціалістів та магістрів з кібернетичних і звичайних електромеханічних систем автоматичного керування робочих машин, установок, процесів та автоматизованого електроприводу. Кафедра автоматизації електромеханічних систем та електроприводу готує фахівців для проектування, дослідження та експлуатації електромеханічних систем автоматизації механізмів, установок та процесів у різних галузях промисловості, транспорту та інших сферах

#### Відновлюваних джерел енергії (зав. кафедрою д.т.н., с.н.с. Кудря С. О.)
- Спеціальність існує на факультеті з 2002 року в межах якої готуються фахівці для проектування, конструювання, спорудження, та експлуатації енергогенеруючих установок, що використовують відновлювальні джерела енергії для енергозабезпечення споживачів

#### Кафедратеоретичної електротехніки(зав. кафедрою д.т.н. проф. Островерхов М. Я.)
- Кафедра є провідною серед кафедр ТОЕ та електротехніки вузів України. Одна з найдавніших та найбільших кафедр на факультеті. На кафедрі навчаються майбутні інженери з теоретичної електротехніки, промислової та енергетичної електроніки, перетворювальної й мікро- процесорної техніки; готують спеціалістів електричних та неелектричних спеціальностей багатьох підрозділів університету.

### Наукові підрозділи
- Науково-інженерний центр прикладних проблем управління енергетичними об'єктами «Інформмережа», науковий керівник д.т.н., проф. Яндульський О. С.

- Галузева лабораторія автоматизації керування електричними мережами вищих класів напруг Мінпаливенерго України (керівник к.т.н., доц. Банін Д. Б.);

- Багатоцільова науково-дослідна лабораторія ультрадіагностики.

- Науково-навчальний комплекс з «Електротехніки та електромеханіки» на базі восьми навчальних закладів відповідного профілю (керівник д.т.н., проф. Яндульський О. С.)